# Vượn mày trắng miền tây
Vượn mày trắng miền tây (Hoolock hoolock) là một loài linh trưởng trong họ Hylobatidae. Loài này được tìm thấy ở Assam, Bangladesh và Myanmar phía tây của sông Chindwin.

## Phân loại
Mootnick và Groves tuyện bố rằng vượn mày trắng không thuộc về chi Bunopithecus, và đặt chúng trong một chi mới, Hoolock. Chi này đã được tranh luận để chứa hai loài riêng biệt mà trước đây được cho là phân loài: Hoolock hoolock và Hoolock leuconedys mà sau đó đã phát hiện ra rằng 2 loài có một sự khác biệt lớn.

## Môi trường sống
Tại Ấn Độ và Bangladesh nó được tìm thấy nơi có rừng lá rộng, thường xanh ẩm ướt và bán thường xanh, rừng khộp thường ở miền núi. Loài này là một chất phân tán hạt giống quan trọng;. Chế độ ăn uống của nó bao gồm chủ yếu là các loại trái cây chín, với một số hoa, lá và chồi.Loài này đã được ghi nhận ở độ cao 2.500 mét.

## Phân bố
Loài này được tìm thấy ở đông Bangladesh, đông bắc Ấn Độ (Arunachal Pradesh, Assam, Manipur, Meghalaya, Mizoram, Nagaland và Tripura), và tây bắc Myanmar (tây sông Chindwin). Loài này có thể phân bố ở Trung Quốc (cực đông nam Tây Tạng). Sự phân bố ở Ấn Độ bị giới hạn ở các điểm phía nam của sông Brahmaputra và phía đông của sông Dibang. Các cá thể của loài đã từng phổ biến ở vùng đồng bằng Arunachal Pradesh (cực đông bắc Ấn Độ) trước khi môi trường sống đó được chuyển đổi đất trồng để làm nông nghiệp và trà thì nay không còn nữa. Ranh giới giữa hai loài là sông Chindwin, đổ vào sông Ayerawady. Ở đầu nguồn phía bắc có một vùng lai tạp hoặc vùng cline giữa hai loài (vì chúng gần như chắc chắn không bị cô lập về mặt sinh sản). Báo cáo đã phát hiện ra một quần thể Hoolock leuconedys ở Arunachal Pradesh, đông bắc Ấn Độ, được coi là một phần của phạm vi Vượn mày trắng miền tây.

## Dân số
Ước tính có khoảng 200-280 con vượn mày trắng ở Bangladesh. Ở Trung Quốc, một quần thể đã được xác định trong Khu bảo tồn Thiên nhiên Medog ở đông nam Tây Tạng, ngay bên kia biên giới từ Arunachal Pradesh, nhưng chưa được xác nhận và cũng không có cuộc khảo sát nào được thực hiện để xác định số lượng quần thể. Loài này xuất hiện ở một số bang phía đông bắc của Ấn Độ, nhưng các quần thể ở đó có xu hướng bị cô lập. Loài phổ biến ở một số khu vực xuất hiện, nhưng hiếm ở những nơi khác do sự săn lùng ráo riết của các bộ lạc địa phương và được coi là hiếm trong toàn bộ phạm vi của nó. Loài này được tìm thấy ở tất cả các khu rừng ở đông bắc Ấn Độ khoảng 30 năm trước, nhưng hiện nay chúng đã giảm xuống còn một vài mảnh rừng. Tổng dân số ở đông bắc Ấn Độ hiện nay ước tính là hơn 12.000 cá thể, trong đó khoảng 2.000 cá thể ở bang Assam và phần lớn còn lại ở Arunachal Pradesh. Một quần thể khoảng 170 con vượn gần đây đã được xác định là H. leuconedys và nên được trừ khỏi ước tính dân số nếu danh tính này được chứng minh. Hơn nữa, cần có các cuộc điều tra ở vùng Mehao, nơi không chắc chắn loài vượn ở đó đại diện cho loài nào. Không có ước tính dân số cho Myanmar. Có thể là quần thể hoolock phương tây lớn nhất và sinh tồn nhất được tìm thấy ở quốc gia này, nơi hiện nay hầu như không được chú ý đến nó. Có vài nghìn km vuông sinh cảnh rừng hoang sơ ở miền trung tây và tây bắc của đất nước này, đặc biệt cần phải khảo sát các khu vực phía tây phía tây sông Chindwin / Ayerawady. Có nhiều báo cáo về vượn ở Dãy voi Rakhine Yoma, nhưng không có kiến thức về mức độ dân số thực tế ở đó. Phần phía tây của Khu bảo tồn hổ Hukuang với diện tích rừng lớn (> 1.000 km²) chưa được khảo sát, nhưng có khả năng có loài này. Giới hạn phía bắc là ngay phía nam của Vườn quốc gia Hkakaraborazi.